# DoesItPlay?
DoesItPlay és una comunitat de jugadors internacional dedicada a vetllar per la preservació dels videojocs. Aquesta tasca la fan sobretot a través de comprovar si els videojocs en físic són jugables sense necessitat d'actualitzar-los ni tampoc sense que necessitin connexió permanent a internet.
Es varen fer sobretot coneguts per fer a conèixer el problema de les bateries internes de certes videoconsoles de Sony (PS3, PS Vita, PS4 i PS5), el qual implicava que un cop aquesta es morís, els jugadors no podrien accedir a la seva biblioteca de jocs digitals sense estar connectats de forma permanent als servidors de PlayStation i, en el cas de PS4, tampoc als videojocs en físic. Finalment, aquest error es va arreglar pel que fa a PS4 i PS5.
També han denunciat altres pràctiques similars de la indústria, com ara que els videojocs en físic de Xbox One per poder-se executar en una Xbox Series X tenien un DRM que implicava la necessitat d'una descàrrega a l'hora de la instal·lació. Aquest error també es va acabar solucionant.